# Mälarmeer
Het Mälarmeer (Zweeds: Mälaren) is het op twee na grootste meer in Zweden. Het heeft een oppervlakte van 1140 km² , een gemiddelde diepte van 10 m en een grootste diepte van 64 m. Van oost naar west is het meer 120 km lang.
Het meer watert via Stockholm af in de Oostzee. Tot de 10e eeuw was het meer een inham van deze zee, maar door de stijging van het land in het Oostzeegebied werd het meer van de zee gescheiden.

## Naam
De naam Mälaren komt van het Oudnoorse woord mælir, dat grind betekent en dat voorkwam in verslagen uit de 14e eeuw. Daarvoor stond het meer bekend onder de naam Løgrinn, dat Oudnoors is voor Het meer.

## Algemeen
Het Mälarmeer ligt in het oosten van land en binnen verschillende provincies (län). Het oostelijke deel hoort bij Stockholms län, aan de noordkant liggen Uppsala län en Västmanlands län en aan de zuidkant bevindt zich Södermanlands län. De grens tussen de twee noordelijke provincies en Södermanlands län wordt (voor een groot deel) gevormd door het meer.

### Wegen
Ten noorden van het meer loopt de E18 van Västerås naar de hoofdstad Stockholm en ten zuiden van het meer loopt de E20 van Eskilstuna naar de hoofdstad. Van noord naar zuid overbruggen twee rijkswegen het meer, met het gebied rond Stockholm niet meegerekend, dit zijn de Riksväg 56 in het oosten en de Riksväg 55 in het midden.

### Eilanden
Het grootste eiland in het meer is Selaön, dat 91 km² meet en daarmee het grootste in een meer gelegen eiland van Zweden is. Andere eilanden zijn Ekerö, Björkö en Helgö.

### Omliggende plaatsen
Enkele grote steden rond het meer zijn Stockholm in het oosten, Västerås in het noordwesten en Eskilstuna in het zuidwesten.

## Natuur

### Vogels
De vogels die nestelen op de kliffen van het Mälarmeer komen ook algemeen voor op en aan de Oostzee. Uit een telling uit 2005 bleek dat de volgende tien soorten vogels het meest voorkwamen en dit waren de visdief, de zilvermeeuw, de kokmeeuw, de stormmeeuw, de wilde eend, de kuifeend, de Canadese gans, de brilduiker, de kleine mantelmeeuw en de oeverloper. Minder algemeen waren de zeearend, de grauwe gans, de brandgans, de parelduiker, de middelste zaagbek en de krakeend; sommige van deze vogels zijn bedreigd in het gebied.
Sinds 1994 broedt er ook een ondersoort van de aalscholver, Phalacrocorax carbo sinensis, en volgens de telling waren er 23 broedkolonies met in totaal 2178 nestkoppels. De meeste onderzoekers denken dat dit een piek was en dat de populatie aalscholvers zal dalen tot 2000 nestkoppels.
Een kenmerkende verschijning bij het Mälarmeer is de visarend, die in bijna alle baaien van het meer nestelt en hier een van zijn grootste populaties heeft.

### Onderwaterleven
De driehoeksmossel wordt beschouwd als een invasieve soort en veroorzaakt enige problemen in het meer.